# Most Ridiculous
Most Ridiculous è un programma televisivo in onda sui canali internazionali VH1 e Comedy Central narrato da Greg James.
In Italia è doppiato da Gabriele Cirilli e Dario Cassini.

## Episodi[1]
| Stagione         | Puntate |
| ---------------- | ------- |
| Prima stagione   | 8       |
| Seconda stagione | 22      |
| Terza stagione   | 19      |
| Quarta stagione  | 20      |

## Prima stagione
| n. | Titolo originale |
| -- | ---------------- |
| 1  | Sports           |
| 2  | Weddings         |
| 3  | Animals          |
| 4  | Holidays         |
| 5  | Kids             |
| 6  | Jobs             |
| 7  | Bad Asses        |
| 8  | Tattoos          |

## Seconda stagione
| n. | Titolo originale            |
| -- | --------------------------- |
| 1  | Dogs                        |
| 2  | Mums and Dads               |
| 3  | Fashion Crimes              |
| 4  | Talent Shows                |
| 5  | Drivers                     |
| 6  | Penguins and Other Wildlife |
| 7  | Bikes and Boards            |
| 8  | Weather                     |
| 9  | Toddlers                    |
| 10 | Gym Disasters               |
| 11 | Stunts and Pranks           |
| 12 | Parties                     |
| 13 | Cats                        |
| 14 | On Vacation                 |
| 15 | Gadgets                     |
| 16 | Fun and Games               |
| 17 | Teen Disasters              |
| 18 | Dumbest Ever                |
| 19 | Babies                      |
| 20 | Friends                     |

## Terza stagione
| n. | Titolo originale     |
| -- | -------------------- |
| 1  | Furry Friends        |
| 2  | Idiotic Infants      |
| 3  | All Abroad           |
| 4  | Brides and Grooms    |
| 5  | Thrill Seekers       |
| 6  | Crazy Kids           |
| 7  | Wild Weather         |
| 8  | Celebrations         |
| 9  | Mad Mammals          |
| 10 | Full Throttle        |
| 11 | Bonkers Beasts       |
| 12 | Balls Up             |
| 13 | Families             |
| 14 | US of A              |
| 15 | Troublemakers        |
| 16 | European Vacation    |
| 17 | Workers              |
| 18 | Action Heroes        |
| 19 | Most ridiculous ever |

## Quarta stagione
| n. | Titolo originale           |
| -- | -------------------------- |
| 1  | Adrenaline Junkies         |
| 2  | Sports                     |
| 3  | Party Crashers             |
| 4  | Dangerous Dads             |
| 5  | Off the Leash              |
| 6  | The Fast and the Foolish   |
| 7  | Cops and Robbers           |
| 8  | Man vs Beast               |
| 9  | Friends                    |
| 10 | Horrible Holidays          |
| 11 | Parks & Recreation         |
| 12 | Teenage Kicks              |
| 13 | On Ice                     |
| 14 | United States of Stupidity |
| 15 | Tiny Terrors               |
| 16 | On the Job                 |
| 17 | Showoffs                   |
| 18 | Bonkers Bodies             |
| 19 | Mad Mums                   |
| 20 | Greatest Hits              |